# Эман, Жан-Франсуа Нтутум
Жан-Франсуа Нтутум Эман (фр. Jean-François Ntoutoume Emane; род. 6 октября 1939, Либревиль) — габонский политический деятель, премьер-министр Габона с 23 января 1999 по 20 января 2006 года. Эман принадлежит народу Фанг.
20 января 2006 года Жан Эйег Ндонг сменил его на посту премьер-министра.